# Mamie Eisenhower
Mary Geneva Doud Eisenhower (14. november 1896 i Boone, Iowa – 1. november 1979 i Washington D.C.) var i sin egenskab af ægtefælle til præsident Dwight D. Eisenhower USA's førstedame fra 20. januar 1953 til 20. januar 1961.

## Biografi
Da hun var 10 år, flyttede familien til Denver, Colorado, men tilbragte vintermånederne i San Antonio, Texas. I vinteren 1915 mødte hun Eisenhower, der på det tidspunkt var udstationeret ved Fort Sam Houston. De blev forlovet på valentinsdag (14. februar) samme år og blev gift i juli 1916. De følgende årtier boede de på forskellige militæranlæg rundt i verden. Parret fik tre sønner, men den ældste døde blot 3 år gammel. Under årene i Det Hvide Hus var Mamie Eisenhower en populær værtinde. 
Efter Dwight D. Eisenhowers død i 1969 bosatte hun sig i Gettysburg, Pennsylvania. Hun døde kort før sin 83 års-fødselsdag.
En park og et bibliotek i Denver er opkaldt efter hende.